# Horisme notata
Horisme notata är en fjärilsart som beskrevs av Rothschild 1915. Horisme notata ingår i släktet Horisme och familjen mätare. Inga underarter finns listade i Catalogue of Life.